# Taushiro
Taushiro (Pinche, Pinchi) je pleme Indijanaca iz peruanskog departmana Loreto jezično klasificirani porodici Mainan, ili samostalno. Dvije grupe Taushira su Atontu’tua, nastanjeni na Quebrada Aucayacu (pritoci rijeke Ahuaruna) i Einonto’tua na Quebrada de Lejía, pritoci rijeke Tigre. Sami sebe nazivaju Ite'chi ‘ljudi’. 
Zbog bolesti koje je donijela kolonizacija preostalo ih je samo dvadesetak. Posljednji govornik jezika taushiro je Amadeo García García, ostali govore španjolski. Prema Ruhlenu, po jeziku su srodni Candoshima.